# Lynn Leong
Lynn Leong, aussi connue sous le nom de Leong Siu Lynn, née le 24 janvier 1981 à Hong Kong, est une joueuse professionnelle de squash représentant la Malaisie. Elle atteint en septembre 1997 la 42e place mondiale sur le circuit international, son meilleur classement. Elle est championne d'Asie en 1996.

## Biographie
Lynn Leong commence le squash à l'âge de cinq ans et devient une junior très prometteuse puisqu'elle remporte le titre de championne de Malaisie et deux semaines avant son 15e anniversaire le titre de championne d'Asie. En 1999, âgée de 18 ans, elle rejoint les États-Unis pour poursuivre ses études.
Après un Bachelor of Arts, elle devient entraineur de squash.

## Palmarès

### Titres
- Championnats d'Asie : 1996
- Championnats de Malaisie : 2 titres (1995, 1996)

### Finales
- Championnats du monde junior : 1999